# ボンバーマンランド3
『ボンバーマンランド3』は、2005年8月4日にハドソンより発売されたPlayStation 2用ゲームソフト。

## 概要
『ボンバーマンランド』シリーズ第8目にして、ナンバリングシリーズとしては第3作目。ランド内を移動するのに必要なピースを集めていき、全てのピースを収集することが大きな目的となっている。多くのアトラクションと呼ばれるミニゲームが収録されている。なお、条件を満たせばむさしのあつしが書いたボンバーマンの4コマ漫画を見ることができたり、当時ハドソンが携帯電話用に配信していたゲームコンテンツを本作様に移植したものをプレイしたりできる。
また、カートに乗って1位を競うレースゲームモード「ボンバーマンカート」や、ボンバーマンシリーズおなじみの対戦モード「バトルゲーム」が収録されている。

## 主なキャラクター
前作に比べ、名前付きのキャラクターは大幅に減少している。
- しろボン

元気と勇気いっぱいの主人公。これまでと同じく一言もしゃべらない。「しろボン」は初期設定の名前で、変更可能。
- くろボン

しろボンの親友で永遠のライバル。英語が得意。女性をナンパしていることもある。
- プリティーボンバー

みんなの憧れのお姉さん。我儘だが本当は優しい。今回はチャーリーと共にランドを回っている。
- ゴールドボンバー

お金持ちのお坊ちゃん。威張りんぼだがどこか憎めない。ゴールド軍団のリーダー。
- あおボン

楽しいことが大好きで難しいことは嫌い。スポーツが得意だが、頭はあまり良くない。ゴールド軍団の一員でツッコミ役。
- みどりボン

とにかく礼儀正しく頭が良いが、若干天然。ゴールド軍団の一員で参謀役。
- レーサーボンバー

レーサーを夢見る爽やかなお兄さん。今回はバイトではなくお客さんとして遊びに来た。
- エンチョウ

ボンバーマンランドの園長。「～ねん」と喋る。しろボンたちにランドへの招待状を送った。
- チャーリー

プリティーボンバーの執事。「2」では彼女を連れ戻そうと奮闘していたが、今回は彼女と共に行動する。
- あかボン一家

あかボン、あかボンママ、あかボンパパの三人家族。今回はホテルに登場し、ほとんど本編に絡まない。また、あかボンは「ボンバーマンカート」でもプレイヤーキャラから外されている。
- 怪盗ボンバー

お馴染みの怪盗。イエローゾーンに出没し、三回発見すればピースをくれる。
- コロンボン

怪盗ボンバーを追う警部。しろボンに怪盗ボンバーの捜索を依頼する。
- インタビュアー

少し変わった喋り方をするインタビュアー。イエローゾーンのキャッスル内で変装コンテストの司会をしている。
- DJボン

ホワイトゾーンのボンバータワーでディスクジョッキーをしている人物。音楽に関するクイズを出してくる。またしろボンをラジオ番組に出演させてくれる。
- ボム・アップ、ボム・ダウン

イベントステージで行われる「THEマンザイ」の出演者。コンビ名は「ボムアップダウン」。ボム・アップがツッコミ、ボム・ダウンがボケ。
- ダークボンバー

ダーク軍団のリーダー。今回ダーク軍団はランドを占拠するなどの悪事はせず、全員スタッフとして働いている。ホワイトゾーンのイベントステージで行われている「ヒーローショウ」に出演している。
- ダークピース

ダーク軍団の一員。ブルーゾーンの桟橋付近で潜っている。
- ダークウィッチ

ダーク軍団の一員。レッドゾーンのイベント「ウォンテッド」の変装した魔女として登場。
- ダークドール

ダーク軍団の一員。イエローゾーンのイベント「早撃ちガンマン」の対戦相手として登場。
- ダークローズ

ダーク軍団の一員。レインボーゾーンの森の中にいる。